# Tarachodes circuliferoides
Tarachodes circuliferoides es una especie de mantis de la familia Tarachodidae.

## Distribución geográfica
Se encuentra en Botsuana y Zimbabue.